# Топорівська сільська рада (Чернівецький район)
Топо́рівська сільська́ ра́да — колишній орган місцевого самоврядування Топорівської сільської громади Чернівецького району Чернівецької області.

## Загальні відомості
- Населення ради: 4 425 осіб (станом на 2001 рік)

## Населені пункти
Сільській раді підпорядковані населені пункти:
- с. Топорівці

## Склад ради
Рада складається з 20 депутатів та голови.
- Голова ради: Дутчак Іван Миколайович
- Секретар ради: Романчук Інна Афанасіївна

### Керівний склад попередніх скликань
| Прізвище, ім'я, по батькові | Основні відомості                                                                                  | Дата обрання | Дата звільнення |
| --------------------------- | -------------------------------------------------------------------------------------------------- | ------------ | --------------- |
| Корбут Василь Олександрович | Сільський голова, 1957 року народження                                                             | 26.03.2006   | 31.10.2010      |
| Паращук Віктор Федорович    | Сільський голова, 1958 року народження, освіта вища, член Всеукраїнського об'єднання «Батьківщина» | 31.10.2010   | 25.07.2013      |
| Дутчак Іван Миколайович     | Сільський голова, 1959 року народження, освіта середня загальна, безпартійний                      | 25.05.2014   |                 |

Примітка: таблиця складена за даними сайту Верховної Ради України

### Депутати
За результатами місцевих виборів 2010 року депутатами ради стали:

#### За суб'єктами висування
| Суб'єкт висування | Кількість обраних депутатів | %   |
| ----------------- | --------------------------- | --- |
| Самовисування     | 20                          | 100 |

#### За округами
| № округу | Прізвище, ім'я, по батькові    | Дата визнання обраним | Освіта             | Партійна приналежність                | Відомості про обраного депутата                                      |
| -------- | ------------------------------ | --------------------- | ------------------ | ------------------------------------- | -------------------------------------------------------------------- |
| 1        | Лотоцька Юлія Василівна        | 08.11.2010            | вища               | позапартійна                          | Топорівська сільська дільнична лікарня, головний лікар               |
| 2        | Гаць Василь Степанович         | 08.11.2010            | середня спеціальна | позапартійний                         | приватний підприємець                                                |
| 3        | Козуб Олена Танасівна          | 08.11.2010            | вища               | позапартійна                          | тимчасово не працює                                                  |
| 4        | Дутчак Ольга Дмитрівна         | 08.11.2010            | вища               | член Політичної партії «Наша Україна» | приватний підприємець                                                |
| 5        | Романчик Інна Афанасівна       | 08.11.2010            | вища               | позапартійна                          | Топорівська загальноосвітня школа, вчитель                           |
| 6        | Дідик Петро Іванович           | 08.11.2010            | середня            | позапартійний                         | тимчасово не працює                                                  |
| 7        | Романчук Іван Іванович         | 08.11.2010            | середня            | позапартійний                         | тимчасово не працює                                                  |
| 8        | Романчук Степан Іванович       | 08.11.2010            | середня            | позапартійний                         | тимчасово не працює                                                  |
| 9        | Дідик Іван Миколайович         | 08.11.2010            | середня            | член Політичної партії «Наша Україна» | тимчасово не працює                                                  |
| 10       | Задорожний Клстянтин Орестович | 08.11.2010            | середня спеціальна | позапартійний                         | Церква Пр. Іллі, церковний служитель                                 |
| 11       | Керстюк Степан Дмитрович       | 08.11.2010            | середня спеціальна | позапартійний                         | тимчасово не працює                                                  |
| 12       | Гливка Іван Васильович         | 08.11.2010            | середня            | позапартійний                         | тимчасово не працює                                                  |
| 13       | Козуб Микола Костянтинович     | 08.11.2010            | вища               | член Української Народної Партії      | приватний підприємець                                                |
| 14       | Дутчак Іван Миколайович        | 08.11.2010            | середня            | позапартійний                         | дошкільний навчальний заклад «Проомінець», старший оператор котельні |
| 15       | Гаць Людмила Іванівна          | 08.11.2010            | середня спеціальна | член Української Народної Партії      | дошкільний навчальний заклад «Проомінець», завідувачка               |
| 16       | Рогожа Юрій Миколайович        | 08.11.2010            | середня            | позапартійний                         | тимчасово не працює                                                  |
| 17       | Старчук Юрій Дмитрович         | 08.11.2010            | середня            | позапартійний                         | тимчасово не працює                                                  |
| 18       | Старчук Микола Костянтинович   | 08.11.2010            | середня            | позапартійний                         | тимчасово не працює                                                  |
| 19       | Супрович Василь Афанасійович   | 08.11.2010            | середня            | позапартійний                         | МТК «Калинівський ринок», пожежник-рятувальник                       |
| 20       | Боберський Олександр Павлович  | 08.11.2010            | незакінчена вища   | позапартійний                         | студент                                                              |